# Sageretia horrida
Sageretia horrida là một loài thực vật có hoa trong họ Táo. Loài này được Pax & K. Hoffm. miêu tả khoa học đầu tiên năm 1922.